# Lee Min-a
Dans ce nom coréen, le nom de famille, Lee, précède le nom personnel.
Pour les articles homonymes, voir Lee.
Lee Min-a, née le 8 novembre 1991, est une footballeuse internationale sud-coréenne qui joue au poste de milieu de terrain avec les Incheon Red Angels et en équipe nationale sud-coréenne.

## Biographie
Après avoir joué dans l'équipe du collège Yeungjin de 2010 à 2012, Lee rejoint l'Incheon Hyundai Steel Red Angels qui évolue dans le Championnat de Corée du Sud féminin de football. En 2015, elle a marqué 6 buts et effectué 5 passes décisives, en 26 apparitions. En 2016, elle a marqué 7 buts et effectué 1 passe décisive en 23 apparitions. En 2017, elle a terminé la saison avec 14 buts et 10 passes en 28 apparitions. Entre 2013 et 2017, Lee a remporté 5 titres consécutifs en WK League. 

### Passage à l'INAC Kobe Leonessa
En décembre 2017, Lee a rejoint le club INAC Kobe Leonessa, qui évolue dans le Championnat du Japon féminin de football. Le 21 mars 2018, elle a fait ses débuts avec ce club à l'occasion d'une victoire à domicile 2-0 contre le Nippon Sport Science University Fields Yokohama. Le 24 septembre 2018, elle a marqué un doublé dans un match victorieux (5-1) contre Mynavi Vegalta Sendai.

### En équipe nationale
Lee faisait partie de l'équipe des moins de 20 ans qui a terminé à la troisième place de la Coupe du monde féminine de football des moins de 20 ans 2010. Le 15 février 2012, elle fait ses débuts en Équipe de Corée du Sud féminine de football dans une défaite 1-0 contre la Corée du Nord. Le 21 janvier 2016, elle a marqué son premier but dans une victoire (5-0) gagnée contre le Vietnam au Tournoi des quatre nations de 2016. En 2017, Lee est nommée footballeuse de l'année par la fédération de Corée du Sud de football.

## Palmarès

### En club
Incheon Hyundai Steel Red Angels
- Championnat de Corée du Sud féminin de football : 2013, 2014, 2015[10], 2016[11], 2017[4]

### Individuel
- Footballeuse de l'année de la fédération de Corée du Sud de football : 2017[9]